# Flaga Tristan da Cunha
Flaga Tristan da Cunha — jeden z symboli dependencji Tristan da Cunha.
Została przyjęta 20 października 2002 roku. Wzorowana na brytyjskiej banderze Blue Ensign, jest to niebieski prostokąt z flagą Wielkiej Brytanii umieszczoną w kantonie oraz herbem wyspy w części swobodnej. Na herb ten składają się biało-niebieska tarcza, wewnątrz której znajdują się cztery lecące albatrosy, podrzymujące ją dwie langusty, zwieńczająca ją corona navalis oraz motto Our faith is our strength (pol. Nasza wiara jest naszą siłą).